# Ingo Steinhöfel
Ingo Steinhöfel (29 de maio de 1967, em Plauen) é um ex-halterofilista da Alemanha.
Ingo Steinhöfel competiu em cinco edições dos Jogos Olímpicos, de 1988 a 2004. Ele ganhou a medalha de prata nos Jogos de Seul 1988, em que levantou 360 kg no total combinado (165 no arranque e 195 no arremesso), na categoria até 75 kg, após Borislav Guidikov, com 375 kg (167,5+207,5), e a frente de Aleksandar Varbanov, com 357,5 kg (157,5+200), ambos de Bulgária.
Ele também ganhara prata no campeonato mundial para juniores de 1987 e bronze no campeonato mundial para seniores daquele mesmo ano; também ganhou bronze no total combinado no mundial de 1989 e foi vice-campeão mundial em 1994.
Quadro de resultados das principais competições
| Ano  | Competição                   | Lugar          | Total    | Posição | Arranque | Posição | Arremesso | Posição | Classe de peso |
| ---- | ---------------------------- | -------------- | -------- | ------- | -------- | ------- | --------- | ------- | -------------- |
| 1986 | Campeonato Mundial Júnior    | Donaueschingen |          |         | 135 kg   | 3.      |           |         | Leve           |
| 1987 | Campeonato Mundial Júnior    | Belgrado       | 342,5 kg | 2.      | 152,5    | 1.      | 190       | 2.      | Médio          |
| 1987 | Campeonato Mundial           | Ostrava        | 345 kg   | 3.      | 155 kg   | 4.      | 190 kg    | 5.      | Médio          |
| 1988 | Jogos Olímpicos *            | Seul           | 360 kg   | 2.      | 165 kg   |         | 195 kg    |         | Médio          |
| 1989 | Campeonato Mundial e Europeu | Atenas         | 377,5 kg | 3.      | 170 kg   | 2.      | 207,5 kg  | 3.      | Pesado ligeiro |
| 1990 | Campeonato Europeu           | Ålborg         | 342,5 kg | 4.      | 157,5 kg | 4.      | 185 kg    | 5.      | Médio          |
| 1990 | Campeonato Mundial           | Budapeste      | 337,5 kg | 5.      | 150 kg   | 7.      | 187,5 kg  | 5.      | Médio          |
| 1991 | Campeonato Mundial           | Donaueschingen | 332,5 kg | 7.      | 152,5 kg | 5.      | 180 kg    | 8.      | Médio          |
| 1992 | Campeonato Europeu           | Szekszárd      | 342,5 kg | 4.      | 155 kg   | 5.      | 187,5 kg  | 4.      | Médio          |
| 1992 | Jogos Olímpicos *            | Barcelona      | 342,5 kg | 5.      | 155 kg   |         | 192,5 kg  |         | Médio          |
| 1994 | Campeonato Europeu           | Sokolov        | 340 kg   | 5.      | 157,5 kg | 4.      | 182,5 kg  | 6.      | Médio          |
| 1994 | Campeonato Mundial           | Istambul       | 362,5 kg | 2.      | 165 kg   | 1.      | 197,5 kg  | 3.      | Médio          |
| 1995 | Campeonato Mundial           | Guangzhou      | 355 kg   | 4.      | 160 kg   | 5.      | 195 kg    | 5.      | Médio          |
| 1996 | Jogos Olímpicos *            | Atlanta        | 347,5 kg | 6.      | 160 kg   |         | 187,5 kg  |         | Médio          |
| 1997 | Campeonato Europeu           | Rijeka         | 350 kg   | 2.      | 157,5 kg | 6.      | 192,5 kg  | 2.      | Médio          |
| 1998 | Campeonato Europeu           | Riesa          | 345 kg   | 7.      | 152,5 kg | 7.      | 192,5 kg  | 5.      | Médio          |
| 1998 | Campeonato Mundial           | Lahti          | 357,5 kg | 5.      | 162,5 kg | 4.      | 195 kg    | 8.      | Médio          |
| 1999 | Campeonato Europeu           | La Coruna      | 355 kg   | 5.      | 157,5 kg | 8.      | 197,5 kg  | 4.      | Médio          |
| 1999 | Campeonato Mundial           | Atenas         | 342,5 kg | 18.     | 160 kg   | 9.      | 182,5 kg  | 22.     | Médio          |
| 2000 | Jogos Olímpicos *            | Sydney         | 350 kg   | 7.      | 160 kg   |         | 190 kg    |         | Médio          |
| 2003 | Campeonato Mundial           | Vancouver      | 337,5 kg | 10.     | 152,5 kg | 12.     | 185 kg    | 13.     | Médio          |
| 2004 | Jogos Olímpicos *            | Atenas         | 335 kg   | 14.     | 150 kg   |         | 185 kg    |         | Médio          |

* Nos Jogos Olímpicos as medalhas são dadas somente para o total combinado
Leve = 60-67,5 kg (até 1992)
Médio = 67,5-75 kg (até 1992), 70-76 (1993-1997) e 69-77 kg (a partir de 1998).
Pesado ligeiro = 75-82,5 kg (até 1992) Ver também: halterofilismo#Classes de peso